# Distretto di Butaw
Il distretto di Butaw è un distretto della Liberia facente parte della contea di Sinoe.